# Brephulopsis cylindrica
Brephulopsis cylindrica is een slakkensoort uit de familie van de Enidae. De wetenschappelijke naam van de soort is voor het eerst geldig gepubliceerd in 1828 door Menke.